# Fehértarkójú lóri
A fehértarkójú lóri (Lorius albidinucha) a madarak (Aves) osztályának a papagájalakúak (Psittaciformes) rendjéhez, és a szakállaspapagáj-félék (Psittaculidae) családjába, azon belül a lóriformák (Loriinae) alcsaládjába tartozó faj.

## Előfordulása
Pápua Új-Guinea területén honos, ahol Új-Írország szigetének endemikus faja. A természetes élőhelye szubtrópusi és trópusi síkvidéki és hegyi esőerdők.

## Megjelenése
Testhossza 26 centiméter, a testtömege 150-160 gramm.

## Életmódja
Gyümölcsökkel, nektárral és virágokkal táplálkozik.